# Apex Legends
Apex Legends és un videojoc battle royale gratuït desenvolupat per Respawn Entertainment i distribuït per Electronic Arts. Ambientat en el mateix univers que Titanfall, el joc es va anunciar i publicar per sorpresa, el 4 de febrer del 2019, a Microsoft Windows, PlayStation 4 i Xbox One. Una campanya publicitària centrada en YouTubers i jugadors professionals, va aconseguir atreure un milió de jugadors únics en vuit hores, dos milions i mig en el primer dia i 10 milions en tres dies.

## Jugabilitat
Apex Legends és un videojoc battle royale ambientat 30 anys després dels esdeveniments de Titanfall 2. El joc es diferencia de la resta de jocs tipus battle royale incorporant Llegendes, herois amb habilitats predefinides que serveixen per a rols específics: atac, defensa, suport i reconeixement. Els jugadors són agrupats en escamots de tres, i cada jugador selecciona una Llegenda diferent per torns. A cada partida hi ha 20 equips, un total de 60 jugadors, competint per ser l'últim grup supervivent en una àrea que s'encongeix. Tothom comença sense armes ni equipament, volant a dins d'una llançadora i podent saltar a qualsevol part del mapa a la que es pugui arribar. Un cop a terra, els jugadors han de buscar armes, munició, escuts, granades i altre equipament mentre lluiten contra la resta d'escamots i es mantenen a la zona segura del mapa. Els jugadors que són eliminats poden ser reviscuts per un company mentre són al terra; en cas que siguin rematats deixen caure una bandera que els aliats poden recollir i fer servir per fer-lo reaparèixer. Una característica important per afavorir el treball en equip és que, a més a més d'un xat de veu per micròfon, incorpora un sistema per assenyalar objectes, enemics i donar indicacions a través del joc de forma senzilla.
Apex Legends és gratuït i aconsegueix ingressos a través de microtransaccions, que ofereixen la possibilitat als jugadors de personalitzar els personatges o armes amb nombrosos tipus de camuflatge, comentaris i ensenyes personals. Aquest contingut cosmètic es pot aconseguir obrint Apex Packs, la versió del joc de les caixes de botí que contenen recompenses aleatòries, o fent servir punts del joc, que s'aconsegueixen a través de materials que s'obtenen als Apex Packs. Aquestes caixes de botí es guanyen gratuïtament a mesura que s'apuja de nivell d'experiència. També es guanyen, de franc, Legend Tokens, que també es fan servir per desbloquejar noves llegendes i part del contingut cosmètic. Finalment, també hi ha Apex Coins, que es poden comprar amb moneda real, i que es fan servir per comprar packs i desbloquejar el contingut més ràpidament. Respawn Entertainment està planejant afegir un sistema de passi de temporada per donar recompenses als jugadors que completin desafiaments del joc.

## Personatges
Els personatges i les classes a Apex Legends són una part central del joc, a diferència d'altres jocs Battle Royale aquesta tria afecta l'estratègia dels equips durant tota la partida. Actualment hi ha tretze llegendes, sis desbloquejades des del principi i set que s'han d'aconseguir amb Legend Tokens o Fitxes de Llegenda jugant o pagant amb diners.
La primera llegenda és la Bangalore, una personatge de classe soldat amb bones característiques pel combat i per ajudar l'equip a reposicionar-se o flanquejar altres grups. La seva habilitat tàctica és el llançador de fum, que li permet disparar dues granades creant una cortina de fum ràpidament. L'habilitat passiva li permet córrer més ràpid quan rep trets durant un esprint. L'habilitat final és un atac d'artilleria que ocupa més espai de mica en mica i que s'ha d'activar llançant una balisa.
El personatge Bloodhound és una llegenda de reconeixement, amb capacitat per detectar possibles zones perilloses i prevenir emboscades. La seva habilitat tàctica revela temporalment enemics amagats, trampes i pistes de les estructures properes. La passiva permet veure petjades que deixen els enemics, podent seguir-los el rastre. L'habilitat final fa que el personatge es mogui més ràpidament i els enemics són marcats de color vermell.
La llegenda Caustic és un dels personatges que s'ha de desbloquejar amb 12.000 Legend Tokens o 750 Apex Coins. És un personatge especialista en preparar paranys i emboscades. La seva habilitat tàctica llança bombes de gas Nox, que s'activen en ser disparades o quan un enemic pasa pel costat, i alliberen gas NOX que fa dany ignorant l'escut els enemics, quan més temps pases en el gas més dany et farà. La seva passiva li permet veure-hi a través del gas. La seva habilitat final llança ràpidament una granada de gas Nox que s'activa immediatament.
En Gibraltar és un personatge defensiu, amb capacitat de protecció personal i per l'equip. La seva habilitat tàctica, cúpula de protecció, li permet instal·lar un camp de força semiesfèric que bloqueja qualsevol atac durant 15 segons. La passiva és un escut frontal personal que bloqueja el foc enemic si està apuntant amb l'arma. La seva habilitat final és un atac de morters concentrat a una posició que s'ha de marcar amb una granada de fum vermell.
La Lifeline és una personatge de suport, capaç de guarir, equipar i reviure més ràpidament els seus companys. L'habilitat tàctica, el dron curatiu D.O.C., restaura la vida dels companys propers de forma automàtica. La seva habilitat passiva permet reviure companys abatuts més ràpidament, mentre es protegeix amb un escut, i a més a més els objectes curatius es fan servir un 25% més ràpidament. L'habilitat final demana un llançament d'equipament defensiu.
En Mirage és el segon personatge que s'ha de desbloquejar. És una llegenda capaç d'enganyar els contrincants fent servir il·lusions i camuflatge per fugir o atacar. La seva tàctica desplega un esquer hologràfic per distreure els enemics. L'habilitat passiva activa un camuflatge personal de forma automàtica durant 5 segons quan és abatut. L'habilitat final desplega diversos esquers hologràfics i alhora es camufla.
La llegenda Pathfinder és un robot explorador, capaç de moure's ràpidament pel mapa i fer un reconeixement per saber a on es tancarà el cercle. La seva habilitat tàctica és un ganxo que es dispara i serveix per marxar ràpidament d'una zona perillosa. La passiva li permet escanejar certes antenes per saber com s'encongirà el mapa. L'habilitat final li permet crear una tirolina que pot fer servir tot l'equip per recórrer grans distàncies ràpidament.
La llegenda Wraith té moltes possibilitats d'atac i de suport. La seva habilitat tàctica li permet esvair-se i evitar qualsevol dany mentre es mou. La passiva fa que el personatge detecti enemics a punt d'atacar l'equip, prevenint emboscades. L'habilitat final uneix dues posicions amb un portal de teleportació, que dura 60 segons i el pot fer servir tothom.
L'Octane és una llegenda de caràcter ofensiu que pot fugir o arribar ràpidament a llocs inaccessibles. Com Caustic, Mirage i Wattson, és necessari desbloquejar-lo. Amb l'habilitat tàctica, Octane s'injecta una xeringa d'adrenalina, que augmenta la velocitat temporalment però es fereix lleugerament. L'habilitat passiva regenera la salut de la llegenda, cosa que compensa la lleugera pèrdua de salut de l'habilitat tàctica. L'habilitat final desplega una plataforma de salt que tothom pot fer servir i que també rebota els projectils.
La Wattson, del rol de defensa, és útil per tallar un camí o per evitar que els enemics puguin seguir-te, i s'ha de desbloquejar. L'habilitat tàctica desplega una reixa elèctrica que fereix als enemics i els distorsiona la pantalla temporalment. L'habilitat passiva fa que els acceleradors de habilitat final recarreguin al complet l'habilitat final, i si sou a prop d'una torre d'intercepció l'habilitat final es recarrega més ràpid. L'habilitat final desplega una torre d'intercepció que elimina tots els explosius llançats en direcció a la torre i recarrega els escuts de les llegendes.
La llegenda Crypto usa un dron per exercir el seu rol de reconeixement. Amb l'habilitat tàctica, Crypto controla un dron de vigilància que pot allunyar-se fins a 200 metres de Crypto i pot obrir portes. Si el dron o Crypto reben danys, automàticament s'interromp la connexió. L'habilitat passiva fa que tots els enemics detectats pel dron siguin vistos per els companys. L'habilitat final carrega una explosió que tarda 3 segons a explotar, destrueix 50 punts d'escut, alenteix i destrueix tots els objectes desplegats per els enemics, com les trampes tòxiques de Caustic o la plataforma de salt d'Octane. S'ha de desbloquejar.
En Revenant és un simulacrum assassí que utilitza el seu cos robòtic per caçar als enemics i assolir la seva venjança. Amb l'habilitat tàctica llança un dispositiu que inutilitza les habilitats enemigues i infligeix un dany lleuger. L'habilitat passiva permet a en Revenant escalar una distància indefinida i posseeix una velocitat ajupit més alta. L'habilitat final desplega un tòtem de la mort que, el ser usat, protegeix a la llegenda (dins un rang i un espai de temps), que no es pot curar i només pateix danys de salut i quan s'acaba aquesta, el personatge apareix al costat del tòtem. S'ha de desbloquejar.
La última llegenda és Loba, una lladre que es val de tecnologia avançada per robar els millors objectes. Amb l'habilitat tàctica llança una pulsera de salt que es pot fer caure en picat o deixar volar i teletransporta a la Loba a la posició on caigui, però mentres la pulsera no és a terra, Loba és vulnerable. L'habilitat passiva li permet veure el botí de nivell alt a través de objectes i parets. L'habilitat final desplega un mercat negre que permet recollir els objectes propers des d'aquell punt.

## cEnllaços externs
- Vídeo del Diari de Girona: Apex Legends, així és el nou videojoc que arrassa a les xarxes
- Enllaç a iCat: Parelles inclusives a WhatsApp + el joc que vol desbancar "Fortnite"